# HMS Howe (32)
La HMS Howe (Pennant number 32), quinta nave da guerra britannica a portare questo nome, è stata una nave da battaglia classe King George V della Royal Navy. Inizialmente era previsto che il nome della nave fosse HMS Beatty, in onore dell'ammiraglio David Beatty, ma nel febbraio 1940 fu ribattezzata Howe, in onore dell'ammiraglio Howe. Fu impostata nei cantieri Fairfield il 1º giugno 1937, varata il 9 aprile 1940 ed entrò in servizio il 29 agosto 1942, in piena seconda guerra mondiale.

## Servizio
Al momento dell'ingresso in servizio la Howe fu assegnata alla Home Fleet. Le prove in mare e l'installazione degli apparati radar durarono fino ai primi di novembre 1942. In seguito alla battaglia del mare di Barents salpò da Scapa Flow con l'ammiraglia King George V, l'incrociatore Bermuda e sei cacciatorpediniere per proteggere il convoglio di ritorno RA51 e impedire l'ingresso nell'Atlantico della «corazzata tascabile» Lützow. Tornata alla base senza aver intercettato la nave nemica partecipò alla scorta ad altri convogli artici diretti in Unione Sovietica fino all'aprile 1943.
In maggio fu scelta per appoggiare i previsti sbarchi in Sicilia (Sbarco in Sicilia), venendo trasferita a Gibilterra il 21 maggio, e giungendo a destinazione cinque giorni dopo. In giugno fu trasferita ad Algeri e designata per far parte insieme alla King George V della forza di riserva con il compito di evitare interferenze della Regia Marina nelle operazioni di sbarco. Il 12 luglio bombardò Trapani e le isole di Favignana e Levanzo come diversivo per minacciare la presenza di sbarchi sulla costa ovest della Sicilia. In agosto rimase di base ad Algeri e l'8 settembre, in seguito alla notizia dell'armistizio con l'Italia, fu inviata insieme alla King George V, agli incrociatori Aurora, Dido, Penelope e Sirius e ad una scorta di cacciatorpediniere, a prendere possesso del porto di Taranto e delle installazioni navali. A bordo delle navi fu imbarcata per l'occasione la 1ª Divisione Aviotrasportata. Durante il viaggio le navi incrociarono le navi da battaglia italiane Andrea Doria e Duilio con due incrociatori e un cacciatorpediniere dirette a Malta per la resa. La King George V fu quindi distaccata per scortare le navi italiane. Il 9 settembre coprì lo sbarco delle truppe a Taranto e in seguito fu distaccata per scortare la flotta italiana da Malta ad Alessandria d'Egitto.

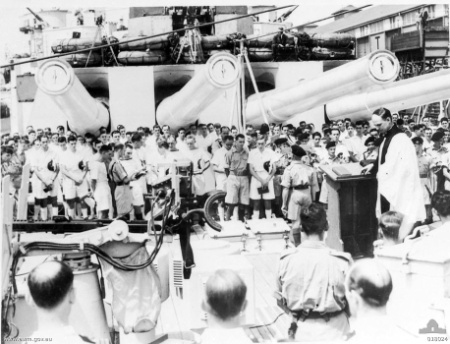
Celebrazione religiosa sotto i cannoni principali della nave nel gennaio 1945

Tornata ad Algeri il 1º ottobre fu trasferita nuovamente presso la Home Fleet. Giunta in patria, fu designata per prestare servizio nella Eastern Fleet e rimase in cantiere fino al maggio 1944 per essere preparata al servizio in estremo oriente e ricevere le più moderne apparecchiature radar. Furono inoltre rimossi gli aerei imbarcati. Il 30 giugno salpò per il Mediterraneo, giungendo a Colombo, via canale di Suez, il 3 agosto seguente. Il 24 agosto coprì le portaerei Victorious e Indomitable durante una missione di bombardamento su Padang, nell'isola di Sumatra. Il 16 settembre partecipò ad una missione simile con obiettivo la città di Sigli. Il 22 novembre fu trasferita presso la appena formatasi British Pacific Fleet, con base a Fremantle, dove giunse l'11 dicembre. Il 18 gennaio 1945 giunse a Sydney, riprendendo il mare il 2 febbraio successivo con a bordo il Comandante in Capo della Pacific Fleet Bruce Fraser dirigendosi ad Auckland, in Nuova Zelanda, dove l'Ammiraglio era atteso per una serie di colloqui con il Gabinetto di guerra. Tornata in Australia, giunse a Manus, base avanzata della flotta, il 7 marzo, per partecipare alle operazioni congiunte con la US Navy. Il 26 marzo partecipò ad una missione di attacco alle basi aeree giapponesi a Sakishima. Ritirata dalla zona di operazioni il 21 aprile giunse a Leyte due giorni dopo per fare rifornimento e ricevere piccole riparazioni. Il 1º maggio tornò in azione nella stessa zona e il 4 bombardò i campi di aviazione di Hiara. Nei giorni successivi la flotta fu attaccata varie volte da Kamikaze e la Formidable rimase gravemente danneggiata. Il 25 maggio fu ritirata dalla zona di operazioni e iniziò il viaggio di ritorno a Sydney, dove giunse il 5 giugno per essere ritirata dal servizio attivo nella Pacific Fleet e trasferita a Durban per un ciclo di lavori, completato il quale si diresse verso Città del Capo, tornando successivamente in patria.

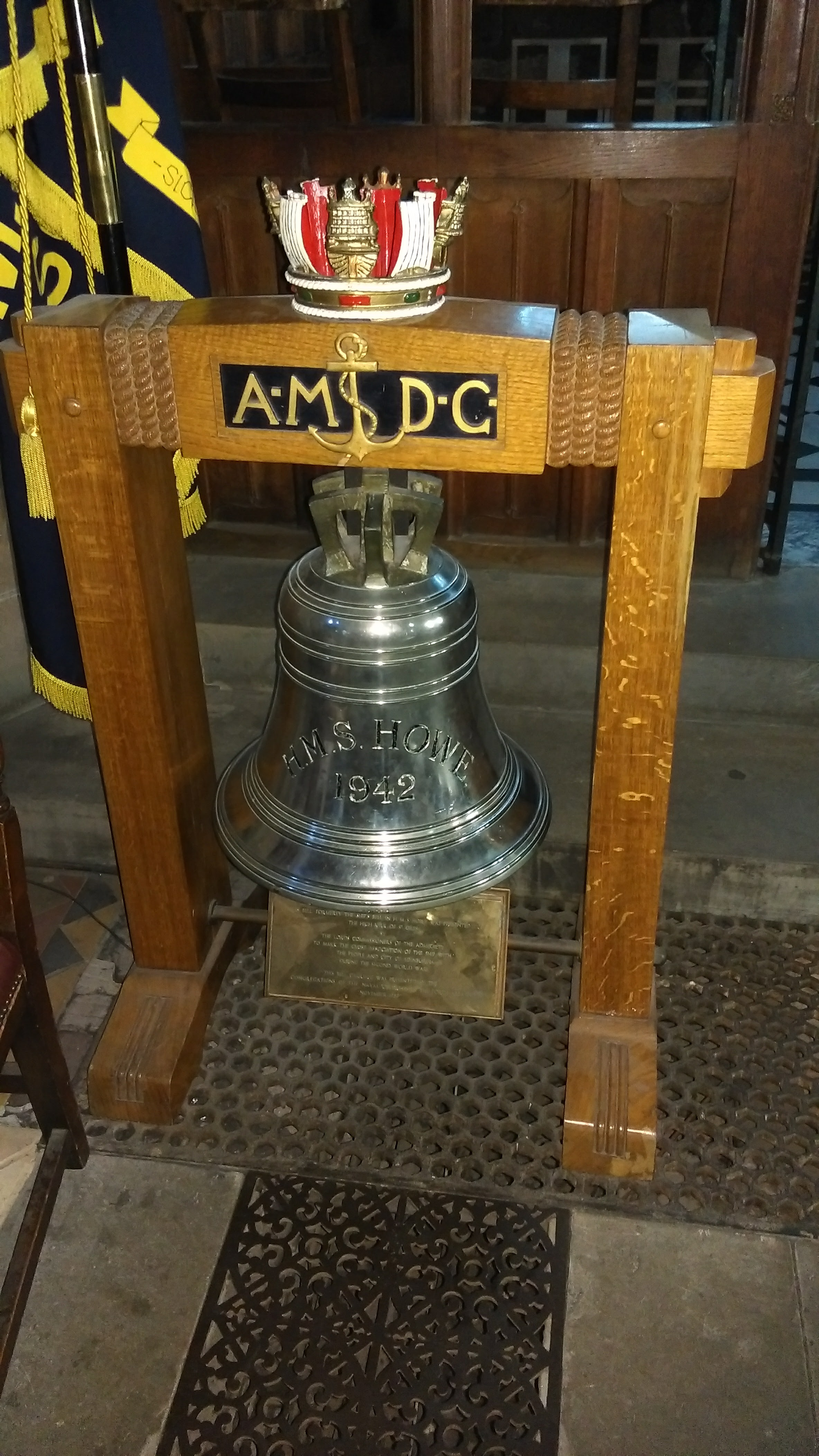
La campana della Howe conservata nella Cattedrale di St. Giles a Edimburgo

Dopo la fine del conflitto rimase in servizio attivo fino al 1946, per diventare poi ammiraglia dello Squadrone d'addestramento con base a Portland Harbour. Fu quindi trasferita in riserva nel 1950 e ormeggiata a Devonport Nel 1957 fu infine messa in vendita e acquistata dalla BISCO per la demolizione, che avvenne a Inverkeithing a partire dal 2 giugno 1958.